# ガンダムセンチュリー
『ガンダムセンチュリー』（正式名称『宇宙翔ける戦士達 GUNDAM CENTURY』（そらかけるせんしたち ガンダムセンチュリー））は、1981年にみのり書房から発行されたアニメ『機動戦士ガンダム』関連のムックである。発行日は奥付には昭和56年（1981年）9月22日発行と記載されているが、実際はそれより1か月早い、1981年8月20日に発売されている。
『機動戦士ガンダム』の制作に携わったスタッフによるエッセイや外伝的短編小説、1980年頃における宇宙開発技術やロボット技術の解説、総監督の富野喜幸（現：富野由悠季）らによる座談会などで構成されている。
その中でも「グラフィック ジオン戦記」「GUNDAM MECHANICS」の節は、アニメ本編で語られなかった各種設定が外部スタッフによって補強・創作され、それらは現在に至るまで宇宙世紀を舞台とする「ガンダムシリーズ」の映像および外伝作品にも影響を与え続けている。

## 経緯
1980年代初め、アニメ『機動戦士ガンダム』は一大ブームとなり、複数の出版社から多数の関連書籍が発行された。しかし、その内容の大半はアニメ本編を解説・紹介したものであり、単なる副読本の域を出るものではなかった。
『ガンダム』の「モビルスーツ」はそれ以前のロボットアニメとは一線を画すリアリティをもった兵器として描写されてはいたが、当時の制作環境による表現上の制約もあり、特にこの作品に興味のない者にとっては、従来のスーパーロボットと変らぬ認識をされていた。しかしその一方で、コアなアニメファンたちの中には映像作品中で語られなかった部分を自ら考証する「設定遊び」を行う者もいた。
アニメ・SF関係の企画集団である「スタジオぬえ」のスタッフを含むメンバーを中心とした同人サークル「SFセントラルアート」の同人誌（ファンジン）『Gun Sight』もその一つであり、アニメ本編で具体的な説明のなかったSF考証や兵器解説・戦史を非常に詳しく描いていた。これは後に「スタジオぬえ」のメンバーでもあり、ガンダム本編に脚本家として参加していた松崎健一と、サブカルチャー誌的傾向のあったアニメ雑誌『月刊OUT』の当時の編集長・大徳哲雄により商業誌に発展、設定考証の他、スタッフインタビューや座談会、G・K・オニールのスペースコロニー計画や指向性エネルギー兵器、パワードスーツなどの記事を加えて再編集され、『ガンダムセンチュリー』として刊行された。
このムックの最大の特徴は、アニメ本編に使われたフィルムの画像やセル画が1枚も掲載されておらず、全て書き下ろしの新作イラストが使われている事である。アニメスタッフによるエッセイのページにのみ、アニメの原画が掲載されている。また当時のガンダム関連書籍と異なり、表紙にモビルスーツもキャラクターも描かれておらず、横文字のタイトルロゴとジュラルミンにリベットを打った航空機の外装風のブックカバーだった。
『月刊OUT』本誌の定価が430円だった当時、1,800円という価格もあって売れ行きは良くなく、『月刊OUT』に掲載されたゆうきまさみの漫画の中で「ガンダムセンチュリー売れてないでしょ」と揶揄されて描かれているほどだった。それにより一度回収され、新品のブックカバーに付け替えられた後に再発行された。しかし今度は、タイトルロゴが印字されずに発行されるというミスにより、直ちに再回収されるアクシデントも発生し、ロゴなしの本書はプレミアム価格となっている。

## 作品世界への影響
本書および前身となった同人誌『Gun Sight』により創作されたガンダム世界の専門用語や設定は実に多い。「ミノフスキー物理学」「エネルギーCAP」「Iフィールド」「ミノフスキー・クラフト」「フィールド・モーター」といったミノフスキー粒子関連用語や、「ブリティッシュ作戦」「流体内パルスシステム」「AMBACシステム」といった単語、ザクのバリエーションタイプ（MS-06C、MS-06T、MS-06F、MS-06J、MS-06E、MS-06R、MS-06S、MS-06Zの各型式と用途）、ゲルググとギャンが競争試作の関係にあったこと、アッガイにザク用の熱核反応炉の改造型が使われていること、ZIONIC（現在ではZEONICと綴る）、ZIMMAD、MIPなどの兵器メーカーといった設定がある。なお、これらのプロトタイプとも言える9頁の記事（原稿と書き下ろしイラスト）が、徳間書店から発売された『ロマンアルバム・エクストラ 42 機動戦士ガンダム（劇場版）』に「SCIENCE ESTABLISHMENT 虚構空間の機動戦士ガンダム」というタイトルで掲載されている。
ブリティッシュ作戦の攻撃目標が地球連邦軍総司令部ジャブローの破壊であること、落下したコロニー前頭部がオーストラリアのシドニーを直撃したこと、コロニー落下の破壊力がTNT換算で6万メガトンに相当（広島型原爆300万発分）とされたのも『ガンダムセンチュリー』が初出である。
それを搭載するためにムサイの形状が決定したとされる円錐台形の巨大な降下カプセル・HRSL（大重量強襲可帰還揚陸艇）は本書で初登場している。後にアニメ本編でも自力での打ち上げが可能なHLVとして登場しているが、これはそれ以前にワールドフォトプレス社の『メカニックマガジン』誌に掲載された記事で、記事内の仮想戦記の人名はガンダムキャラからきていたもののガンダム世界とは関係なく発表されていたものである。なお、イラストを担当したのも同じ宮武一貴である。
またこれらの設定は、アニメ本編の製作会社である日本サンライズ（現・サンライズ）の許可を得ていなかった（そもそも当時はアニメや特撮の副読本の独自設定についての制約はほとんどなかった）が、後のメカニックデザイン企画「MSV」（1983年4月 - 1984年12月）でも本書の設定の多くを継承し発展させ、ガンプラマニアたちにとっての共通認識となった。のちに模型雑誌『モデルグラフィックス』で模型フォトストーリー連動企画『ガンダム・センチネル』（1987年9月号 - 1990年7月号）の連載時にも、本書の設定を『機動戦士Ζガンダム』の時代に拡張する形でSF考証が行われた。そしてコアなガンダムファンをターゲットとして企画された『機動戦士ガンダム0083 STARDUST MEMORY』にて、本書が提示した設定の一部が初めてサンライズ製作の公式な映像作品にフィードバックされるに至った。やがて当時のファンたちが成長して製作者側に回ると、これら設定の幾つかは新作のアニメやゲームに使用され、マニア以外にも知られることとなった。
しかし本書は初代の『機動戦士ガンダム』のみを考察した本なので本書の内容の全てが『Ζガンダム』以降の作品に反映されたわけではなく、1990年代になって定着した設定もあり、例えばコロニーの落ちた基数、落着位置は『0083』まで映像中では明確にされなかった。また当時は一年戦争という設定がまだなかったため、現在では通用しなくなった設定も多い。モビルスーツのスペックや時系列の違いは顕著であり、本書では宇宙世紀0079年11月から0080年後半まで戦争が続いたことになっている。
みのり書房はその後、いわゆる「リアルロボット物」の副読本として、『ガンダムセンチュリー』と同傾向のムックである『マクロス・パーフェクト・メモリー』（超時空要塞マクロス）を1983年に、『バイファム・パーフェクト・メモリー』（銀河漂流バイファム）と『ボトムズ・オデッセイ』（装甲騎兵ボトムズ）を1985年に発行している。特に「マクロス」ではスタジオぬえにより番組開始前から詳細な公式設定が作られていたこともあり、本編のストーリー紹介やアニメの設定書や企画書、準備稿、オリジナル小説なども収録されていた。

## 主な内容
『ガンダムセンチュリー』の内容のうち、上記の各種設定（「グラフィック ジオン戦記」「GUNDAM MECHANICS」）は全体のページ数（全176頁）のうち4分の1ほどである。これらを含めて内容としては以下の物が掲載されている。
グラフィック ジオン戦記
- メカニック監修・大河原邦男、美術監修・中村光毅、文・松崎健一

GUNDAM MECHANICS
- 監修・松崎健一、文・風間良雄

WHITE-BASE LIVE
ホワイトベースの乗組員たちを書く短編小説
- 監修・星山博之、構成／文・松崎健一、画・美樹本良晴（現：美樹本晴彦）、美術・藤江優子

ガンダムへの訣別、ガンダムからの出発
制作スタッフエッセイ。
- 星山博之「シデン会見記」
- 荒木芳久「ガンダムの周辺に思う」
- 山本優　「オレが殺したあいつら 多分に言い訳めいたプライベートな鎮魂回想記」
- 松崎健一「わが闘争 ―または何故にスーパーマンではなく007を目指さねばならないのか―」

（以上『ガンダム』では脚本を担当）
- 永井一郎「細胞でとらえた演技」

（ナレーター）
- 安彦良和「今はもうそれぞれの『ガンダム』」

（アニメーション監督・キャラクターデザイナー）
ガンダム空間の創造者たち 中村光毅・大河原邦男の世界
大河原邦男（メカニックデザイナー）、中村光毅（美術）へのインタビュー。後半カラーページはイラスト集。
- 大河原邦男 ―「ガッチャマン」、「ダイターン」、「ガンダム」、そして明日
- 中村光毅 ―「宇宙エース」から「機動戦士ガンダム」までの二十年

GUNDAM SCIENCE
1980年当時の実際の宇宙開発技術やロボット技術を解説。
- 江藤巌「The High Frontier―G・K・オニールの宇宙植民地計画」
- 江藤巌「Directed Energy Weapons―粒子ビーム兵器とレーザー兵器」
- 永瀬唯「Remote Manipulators―強化防護服から宇宙作業キャビンへ」

THE DISCUSSION OF GUNDAM
富野喜幸（現：富野由悠季）、星山博之、大河原邦男、松崎健一による座談会。司会は白井佳夫（映画評論家）。

## 復刻版
本書は資料価値と希少性から、入手が困難な資料として、1990年代には万単位のプレミアム価格で取引されていた。2000年3月に、『ガンダムセンチュリー』出版当時の『月刊OUT』編集長で本書の編集者でもある大徳哲雄が創立した編集プロダクションである樹想社から、完全復刻版『GUNDAM CENTURY RENEWAL VERSION』として定価4,000円+消費税で復刻され、この状況は解消された。表記については「なるべく原本の表現を尊重し、明らかな誤記、誤植、現在使われていない表記」を除いて、基本的に旧版と同じ内容である。
みのり書房は1995年に解散しており、復刻にあたっては「製版原版が既に処分されていたため、文字については完全打ち直し、イラスト及び図版につきましては可能な限り原画・原図版等を収集」したが、「初版発行時からかなりの年月を経ているため、原画や図版のかなりの点数が散逸、入手不可能となっており、また褪色しているものも多く、その場合、やむを得ず原本からの複写図版を使用」して製版した。「そのため、色味等原本とは発色の異なる」箇所がある。カラーイラストで、トリミングされて端がカットされている部分や網点が潰れてしまっている部分もあるが、モノクロページ以外は塗工紙を使用しており、印刷技術の向上で原本よりも発色が良く、活字も読みやすくなっている。

## エピソード
- 発売当時、模型雑誌『月刊ホビージャパン』1981年10月号に「このガンダム、君には作れまい」のキャッチコピーと共にメンテナンスハッチ（点検パネル）をフルオープンした河森正治のイラストを使った広告が掲載され、その後ホビージャパン発行のムック『HOW TO BUILD GUNDAM』（1981年7月発売）の続編『HOW TO BUILD GUNDAM2』（1982年5月発売）に、1/60キットを改造した藤川政秀による作例が表紙と記事に掲載され、同挑戦コピーへの当時なりのモデラーからの回答が提示された。ハッチオープンガンダムは、1/144 RX-78「ガンダム」HG（1990年発売）の組み立て説明書に「RX-78 "ACCESS HATCH FULL OPEN"」（3-4頁）としてカトキハジメのイラストでも再現された。
- 1997年に大阪市日本橋に世界初のガンダム専門店を名乗る「GUNDAM's」が開店した際に、ボロボロな状態のものが展示されていた。当時の入手の難しさと、このような状態でも展示物として表に出すことができるほどの評価の高さを物語る出来事である。
- 本書の執筆陣の1人である森田繁は、後に『∀ガンダム』の製作に設定考証スタッフとして参加した際に、作り手としても視聴者としてもガンダムから離れていた森田は本書の内容を完全に忘れており、ミノフスキー物理学などのSF設定を見て「よくできてるね。誰が考えたの？」と発言し、他のスタッフから「20年前にあんたが考えたんだよ!」と突っ込まれた[要出典]。しかし実際には森田は本書の前身である『Gun Sight』に参加していないことをのちに語っており[8]、森田が考案したのはSUITやAMBACといった名称で（これを考案したことは実際に忘れていた）、ミノフスキー粒子関係の設定の発案者ではない。
- 同じく執筆者の1人である河森正治は『機動戦士ガンダム0083』にメカニカルスタイリングとして参加した際、新しいアイデアを出して「それは設定にありません」と断られ、以前自分がアマチュアの時に作った設定に縛られるという経験をした。

## 書籍情報
- 『OUT9月号増刊 宇宙翔ける戦士達 GUNDAM CENTURY』（みのり書房刊、1981年9月22日発行、第5巻第14号（通巻74号）、雑誌コード 01588-9）
  - 『月刊OUT』1981年9月号増刊として出版されたため、雑誌コード上もムックではなく月刊誌の別冊・増刊号となっている[注釈 2]。
- 『宇宙翔ける戦士達 GUNDAM CENTURY RENEWAL VERSION』（樹想社発行、銀河出版販売、2000年3月15日第1刷発行、ISBN 4-87777-028-3）
  - メタリック調カバーの初期版と、復刻版カバーの新装版がある。復刻版カバーは「OUT9月号増刊」の表記は削除されている。

## 製作スタッフ
- 企画：松崎健一／スタジオぬえ（宮武一貴／河森正治）／大徳哲雄（みのり書房）
- チーフ・ディレクター：松崎健一
- ビジュアル・スーパーヴァイザー：宮武一貴
- 編集：永瀬唯、大徳哲雄（みのり書房）
- 設定解析：河森正治
- 制作進行デスク：森田繁
- 制作進行：山田呈人／石津泰志
- 監修：星山博之／大河原邦男／中村光毅
- 協力：“Gun Sight”
- 協力（復刻版）
  - 株式会社スタジオぬえ
  - 株式会社サンライズ・ライツ事業部
  - 株式会社サンライズ・ガンダム事業部
  - 日本出版販売株式会社・映像ソフト課
  - 株式会社ユニフォト・プレス
  - 東映株式会社

## 関連書籍
- 『Gun Sight phase I』、第一版：1979年7月29日発行（増補改訂版：1979年8月7日発行）
- 『Gun Sight phase 0』、第一版：1979年12月23日発行
- 『Gun Sight phase II』、第一版：1980年8月14日発行
- 『Gun Sight phase III』、第一版：1980年12月14日発行
  - いずれもG・F・C（機動戦士ガンダムF・C）発行。『ガンダムセンチュリー』の元本となった会員制ファンクラブの会報誌（同人誌）。
  - 『phase I』は表紙に「phase,1」記載の有無（及び色違い）が異なる2つの版がある。
  - 『phase I』はノンブル（ページ番号）が使われておらず、代わりに各ページに「ミーア」「さゆり」「リディア」等の名称が振られている。
  - 『phase I』発行後、他のファンクラブの会報に「日本サンライズ公認、スタジオぬえがバックアップしている」と掲載されたため、『phase 0』にそれらを否定する旨の文章が掲載されている。